# معرهنيتن (حديبو)

تعديل مصدري - تعديل

معرهنيتن هي إحدى قرى مديرية حديبو التابعة لمحافظة سقطرى، بلغ تعداد سكانها 46 نسمة حسب تعداد اليمن لعام 2004.